# Free (album d'Iggy Pop)
Pour les articles homonymes, voir Free.
Albums de Iggy Pop
Post Pop Depression
(2016) Every Loser
(2023)
Free est le dix-huitième album studio du chanteur américain Iggy Pop sorti le 6 septembre 2019.
L'album est réalisé en étroite collaboration avec la guitariste Sarah Lipstate, alias Noveller, et le trompettiste Leron Thomas (en) qui apportent une touche ambient et jazz.

## Contexte et élaboration
Iggy Pop n'a écrit que trois textes de chansons (Free, Loves Missing et The Dawn), Leron Thomas étant le principal auteur. Un texte de Lou Reed (We Are the People) écrit en 1970 mais dévoilé seulement en 2018, et un poème de Dylan Thomas (Do not go gentle into that good night), sont récités par Iggy Pop. Il a déclaré : « C'est un album dans lequel les autres artistes parlent pour moi, mais je prête ma voix ».
Le chanteur révèle que cet album, qualifié de « sombre et contemplatif », est venu comme un acte libérateur après l'épuisement ressenti à la fin de la tournée qui avait suivi la sortie du précédent album Post Pop Depression. Il confie : « Je voulais être libre. Je sais que c’est une illusion et que la liberté n’est qu’un sentiment que l'on ressent, j'ai vécu ma vie jusqu’à présent en croyant que ce sentiment est tout ce dont j'avais réellement besoin, pas nécessairement le bonheur ou l'amour, mais ce sentiment d'être libre. Alors cet album m'est arrivé, et je l'ai laissé faire ».

## Liste des titres
Toutes les paroles sont écrites par Leron Thomas sauf mentions, toute la musique est composée par Leron Thomas sauf mentions.
| No  | Titre                                 | Paroles      | Musique                   | Durée |
| --- | ------------------------------------- | ------------ | ------------------------- | ----- |
| 1.  | Free                                  | Iggy Pop     | - Noveller - Leron Thomas | 1:48  |
| 2.  | Loves Missing                         | Pop          |                           | 4:19  |
| 3.  | Sonali                                |              | - Ruby Sylvain - Thomas   | 3:30  |
| 4.  | James Bond                            |              |                           | 4:31  |
| 5.  | Dirty Sanchez                         |              |                           | 4:21  |
| 6.  | Glow in the Dark                      |              |                           | 3:57  |
| 7.  | Page                                  |              |                           | 4:08  |
| 8.  | We Are the People                     | Lou Reed     |                           | 3:13  |
| 9.  | Do Not Go Gentle into That Good Night | Dylan Thomas | Noveller                  | 1:48  |
| 10. | The Dawn                              | Pop          | - Noveller - Thomas       | 2:09  |

## Crédits
- Iggy Pop : chant, voix
- Leron Thomas : trompette (tous les titres sauf 10), claviers (titres 2, 7 et 8)
- Noveller  (Sarah Lipstate) : guitare "guitarscape" (titres 1, 9 et 10)
- Kenny Ruby : basse (titres 3, 5, 6), piano (titre 3), synthétiseur (titres 5 et 6)
- Tibo Brandalise : batterie (titre 3, 5 et 6)
- Grégoire Fauque : guitare (titres 5 et 6)
- Aaron Nevezie : guitare, basse (titres 2 et 7), claviers (titre 7)
- Chris Berry : batterie (titre 2)
- Thomas Glass : batterie (titre 4)
- Robin Sherman : basse (titre 4)
- Ari Teitel : guitare (titre 4)
- Faith Vern : voix (titre 4)
- Florian Pellissier : claviers (titre 6)
- Rangeard Mickael : mixage et mastering de l’album

## Classements hebdomadaires
| Classement (2019)                  | Meilleure place |
| ---------------------------------- | --------------- |
| Allemagne (Media Control AG)       | 13              |
| Autriche (Ö3 Austria Top 40)       | 20              |
| Belgique (Flandre Ultratop)        | 10              |
| Belgique (Wallonie Ultratop)       | 7               |
| Écosse (OCC)                       | 9               |
| Espagne (Promusicae)               | 31              |
| Finlande (Suomen virallinen lista) | 41              |
| France (SNEP)                      | 18              |
| Italie (FIMI)                      | 42              |
| Pays-Bas (Mega Album Top 100)      | 47              |
| Portugal (AFP)                     | 17              |
| Royaume-Uni (UK Albums Chart)      | 26              |
| Suisse (Schweizer Hitparade)       | 10              |